# Real Tamale United
El Real Tamale United es un equipo de fútbol de Ghana que milita en la Primera División de Ghana, la segunda liga de fútbol más importante del país.

## Historia
Fue fundado en el año 1975 en la ciudad de Tamale, en la Región del Norte de Ghana y es el ñunico equipo de fútbol profesional de la región que ha jugado en la Liga de fútbol de Ghana, la máxima categoría del fútbol en el país, aunque nunca han sido campeones de la misma, pero han ganado dos copas locales en 5 finales que han jugado.
A nivel internacional han participado en 3 torneos continentales, en donde nunca han superado la primera ronda.

## Palmarés
- Copa de Ghana: 0
  - Finalista: 3

1981, 1986, 1997/98
- Ghana Telekom Gala: 1

1997/98
- Copa GHALCA: 1

2004

## Participación en competiciones de la CAF
| Temporada | Torneo   | Ronda | Club               | Casa  | Visita | Global      |
| --------- | -------- | ----- | ------------------ | ----- | ------ | ----------- |
| 1992      | Copa CAF | 1     | Dragons de l'Ouémé | 1-0   | 0-1    | 1-1 (5-6 p) |
| 1996      | Copa CAF | 1     | Ports Authority FC | w.o.1 | w.o.1  | w.o.1       |
| 1998      | Copa CAF | 1     | Horoya AC          | 1-1   | 1-2    | 2-3         |

1- Real Tamale United abandonó el torneo.